# Estación de Valle Verde
Valle Verde, también llamada como Tetitlan, fue una estación de trenes que se encuentra en Valle Verde, Nayarit.

## Historia
La estación se edificó sobre la línea de Nogales a Guadalajara perteneciente al Southern Pacific Railroad de Mexico, esto por medio de la concesión número 348 del 3 de noviembre de 1910. La construcción de la estación del ferrocarril data aproximadamente de 1910.